# Orlando de' Rossi (XII secolo)

Stemma dei Rossi di Parma.

Orlando de' Rossi (San Secondo Parmense, metà XII secolo – Post 1215) è stato un condottiero italiano e podestà di Parma, Bologna, Cremona e Modena.

## Biografia
Figlio di Bernardo de' Rossi e pronipote di Orlando de' Rossi, capostipite della famiglia nacque verso la metà del XII secolo a San Secondo, dove il padre Bernardo aveva nel 1164 visto confermato il possesso della quarta parte del territorio contesa dal Capitolo della Cattedrale di Parma e dove figura in alcuni rogiti, oppure a Parma.
Nel 1180 ricoprì il primo incarico ufficiale in qualità di podestà di Parma, mentre nel 1186 fu inviato dai parmigiani a partecipare alla incoronazione a Milano di Enrico VI di Svevia figlio di Federico Barbarossa a re d'Italia.
Nel 1198 fu posto al governo di Parma con una sorta di diarchia consolare insieme a Guido Ruggeri. L'anno successivo Orlando volle recuperare a Parma la giurisdizione di Borgo San Donnino e Bargone che erano state sottratte dai piacentini. Arruolando un esercito in Parma riuscì nel suo intento, tuttavia dovette fronteggiare la reazione dei piacentini decisi a dare battaglia a Parma, Orlando quindi passò il Taro alla testa delle truppe parmensi e sconfisse i piacentini in battaglia il 19 giugno del 1199.
Nel 1200 fu podestà di Bologna, riuscendo a sottomettere Argenta, infine fece costruire un castrum fortificato che proteggesse la guelfa Bologna dalla ghibellina Imola, il castrum, posto sulla via Emilia prese in nome di Castel San Pietro.
Nel 1201 fu nuovamente podestà di Parma, fu podestà di Modena nel 1207 e nel 1212 e di Cremona nel 1213.
Alle imprese di Orlando, Troilo II volle dedicare un affresco nella Sala delle Gesta Rossiane della Rocca dei Rossi di San Secondo Parmense, cronologicamente rappresenta la prima delle 13 gesta raffigurate:
- Orlando de' Rossi che accorre in aiuto di Borgo San Donnino, liberandolo dall'assedio delle truppe milanesi e piacentine. L'episodio, decisivo della campagna, avvenne il 19 giugno 1199, quando Orlando sbaragliò gli avversari sulla riva sinistra del fiume Taro

## La politica di acquisizione terriera
Orlando mise a frutto i proventi ricavati dalle varie podesterie per costruirsi un patrimonio territoriale nel parmense, ponendo le basi per l'ascesa politica dei Rossi.
Come già detto si fece confermare il possesso della quarta parte di San Secondo nell'arbitrato 1164, quarta parte che veniva direttamente dalla donazione fatta a Bonifacio di Canossa nel 1039 da parte dei canonici del Capitolo della cattedrale di Parma.
Orlando iniziò quindi una politica di acquisizioni figurando sin dal 1193 proprietario di terreni in Palasone, nel 1202 ottenne l'investitura dai canonici del capitolo dei terreni di Oddone di San Quirico, nel 1210 oltre ai terreni posti presso Castell'Aicardi possedeva terreni sparsi per la Bassa parmense (Eia, Ronco Campo Canneto, Beneceto), aggiungendo infine nuovi acquisti a San Secondo e a Copezzato.
La politica terriera di Orlando, portata avanti dal figlio Bernando portò la fondazione di un Castrum laico, distinto da quello dei canonici ubicato in località Zoccolanti, e che coincide con l'attuale nucleo abitativo di San Secondo, anche se la sua costruzione è attribuita a Bernardo (1223), da alcuni documenti emerge che il nucleo fosse presente già da inizio 1200 e quindi è possibile che sia stato Orlando a volerne l'erezione.

## Discendenza
Non è noto il nome della consorte di Orlando, ma si sa che ebbe tre figli:
- Bernardo;
- Ugolino;
- Orlando.